# 이와마 유다이
이와마 유다이(일본어: 岩間 雄大, 1986년 2월 21일 ~ )는 일본의 축구 선수이다. 현재 일본 풋볼 리그의 레인미어 아오모리에서 뛰고 있다.

## 구단 경력
그는 2013년부터 2022년까지 J리그의 V-파렌 나가사키, 마쓰모토 야마가 FC, 도치기 SC, 후지에다 MYFC에서 활동하였다.